# Atlacomulco
Atlacomulco é um município do estado do México, no México.

## Governo e administração
A cabecera municipal ou a capital do município é a povoação de Atlacomulco de Fabela, lugar onde governa a autoridade mais importante do município que es apresentado por o Ajuntamento.
| Prefeito                       | Periodo   |
| ------------------------------ | --------- |
| Juan Antonio Guzmán Sánchez    | 2000-2003 |
| Noé Becerril Colín             | 2003-2006 |
| Lucas Rogelio Caballero Meraz  | 2006-2009 |
| Fidel Almanza Monrroy          | 2009-2012 |
| Arturo Nemecio Velez Escamilla | 2012-2015 |
| Ana María Chimal Velasco       | 2015-2018 |